# Германіха
Германіха (пол. Germanicha) — село в Польщі, у гміні Воля-Мисловська Луківського повіту Люблінського воєводства.
Населення — 196 осіб (2011).
У 1975-1998 роках село належало до Седлецького воєводства.

## Демографія
Демографічна структура станом на 31 березня 2011 року:
|          | Загалом | Допрацездатний вік | Працездатний вік | Постпрацездатний вік |
| -------- | ------- | ------------------ | ---------------- | -------------------- |
| Чоловіки | 97      | 19                 | 64               | 14                   |
| Жінки    | 99      | 21                 | 49               | 29                   |
| Разом    | 196     | 40                 | 113              | 43                   |